# Автомат Нестерова
Автомат Нестерова є радянським автоматом створеним на базі автомата Калашникова.
У 1959 році на озброєння радянської армії був прийнятий автомат Калашникова модернізований. У тому ж році почалася нова пошукова науково-дослідницька робота — розробка нових схем стрілецької зброї під штатні патрони на основі дослідження більш досконалих принципів автоматики, що дозволяють отримати зразки зброї, які мають простоту конструкції, малу вагу і надійністю в експлуатації. Під керівництвом начальника бюро І. Е. Семенових в розробці цієї теми брали участь молоді фахівці заводу, випускники Іжевського механічного інституту — А. І. Нестеров, Б. М. Зорін, Р. С. Поваренкін і випускник Ленінградського військово-механічного інституту Ю.К .Александров. В результаті були розроблені автомати ЛА і АЛ (легкий автомат).

## Варіанти

### ЛА-1
ЛА-1 — перший варіант створений за схемою булпап.

### ЛА-2
Зразок розроблений конструктором Іжевського машинобудівного заводу А. І. Нестеровим у 1961 році під впливом заводського конкурсу щодо полегшення автомата АКМ. При його проектуванні використовувалися технічні рішення конструкції гвинтівки СВД. У зразку застосовано обмеження ходу рами в крайньому задньому положенні у передній вкладиш ствольної коробки. Це дозволило за рахунок пружності її стінок знизити вплив удару рухомих частин в крайньому положенні на наводку зброї. Автомат демонструє підвищену точність стрільби одиночним вогнем. Розташування поворотної пружини з лівого боку рами затвора дозволило зменшити її висоту і висоту зброї в цілому. Колодка мушки поєднана з газовою камерою, приціл з діоптричним ціликом розміщений на кришці ствольної коробки. У верхній частині газової камери виконаний отвір для прочищення газовідводу, який в бойовому положенні перекривається краном. Маса автомата знижена до 2,15 кг. Об'єм магазин 30 набоїв, дальність стрільби 1000 м.

### ЛА-3
Зразок розроблений конструктором Б. М. Зоріним в 1962 році. Його особливістю є робота автоматики, заснована на ході ствола вперед. Механізми автомата вигідно відрізняються своєю простотою. Випробування зразка виявили підвищене розсіювання при стрільбі чергами з огляду на появу додаткових імпульсів при русі ствола вперед.

### ЛА-4
Конструктор А. І. Нестеров у 1964 році створив легкий автомат за схемою булпап. Принцип роботи автоматики — використання енергії віддачі ствола при його довгому ході. Застосування цього принципу автоматики дозволило значно знизити віддачу зброї при пострілі. Відвідні пружини ствола і рами затвора розташовані концентрично, на одному напрямному стрижні (зсередини — пружина ствола, зовні — пружина затворної рами). Всі деталі УСМ, включаючи курок, виготовлені штампуванням з листа. Перемикач режимів вогню і запобіжник виконані роздільно, приціл розміщений в рукоятці для перенесення зброї. Для підвищення зручності поводження зі зброєю рукоятка управління нахилена вправо.

### АЛ-2
Конструктори Ю. К. Александров і Р. С. Поваренкін, 1960-70-ті рр. Зразок з нової серії легких автоматів, розроблених спочатку під патрон 7,62x39, а в подальшому під патрон 5,45x39. Має класичну схему автоматики з бічним газовим двигуном, розміщену в компонуванні «bull-pup». У конструкції автомата застосовано обмеження руху рами в крайньому задньому положенні у передній вкладиш ствольної коробки. Це дозволило (за рахунок пружності її стінок) дещо знизити вплив удару рухомих частин в крайньому задньому положенні на наводку зброї. Розміщення поворотної пружини з правого боку рами затвора забезпечило зниження висоти ствольної коробки. Газова камера автомата (закритого типу, оснащена двопозиційним газовим регулятором) служить одночасно підставкою прицілу. Деталі ударно-спускового механізму повністю виготовлені штампуванням з листа. Надалі, в 1970-і роки, в роботі над автоматами серії АЛ було випробувано використання поступального курка і схема роботи зі збалансованою автоматикою.